# Bichelweiher und Bichelweihermoos
Bichelweiher und Bichelweihermoos (auch: Bichlweiher und Bichlweihermoos) ist ein mit der Verordnung vom 30. April 1977 des Bayerischen Staatsministeriums für Landesentwicklung und Umweltfragen ausgewiesenes Naturschutzgebiet (NSG-00103) am Bodensee im Gebiet der bayerischen Gemeinden Wasserburg und Bodolz am Bodensee in Deutschland.

## Lage
Der ca. 1,5 km südöstlich von Wasserburg (Bodensee) in der gleichnamigen Gemarkung gelegene Bichelweiher und das oberhalb davon anschließende Bichelweihermoos befinden sich in den Gemarkungen Wasserburg (Bodensee) und Bodolz, Landkreis Lindau (Bodensee). Das Naturschutzgebiet hat eine Größe von 12,783 ha. Der Bichelweiher ist 170 Meter lang und halb so breit. Er hat eine Fläche von 0,8 ha.

## Schutzzweck
Zweck des Naturschutzgebietes Bichelweiher und Bichelweihermoos ist, das für den Raum Lindau bedeutende Vorkommen verschiedener seltener, bedrohter oder gefährdeter Pflanzenarten im Bereich des Bichelweihermooses sowie am Ufer und im Wasser des Bichelweihers zu schützen. Durch das Ausweisen des Naturschutzgebiets soll der für den Bestand dieser Pflanzengemeinschaften und ihrer Tierwelt notwendige Lebensraum erhalten bleiben. Auch die durch die Pflanzen- und Tierwelt bestimmte Eigenart des Schutzgebietes soll dadurch bewahrt werden.

## Flora und Fauna

### Flora
Aus der schützenswerten Flora sind u. a. folgende Pflanzenarten zu nennen:
- Klatschmohn (Papaver rhoeas), Art der Gattung Mohn
- Sumpf-Schwertlilie (Iris pseudacorus), eine Pflanzenart in der Familie der Schwertliliengewächse

### Fauna
Aus der schützenswerten Fauna sind folgende Tierarten zu nennen:
- Feldhummel (Bombus ruderatus), seltene Hummelart
- Teichmolch (Lissotriton vulgaris), Amphibium aus der Ordnung der Schwanzlurche
- Stichling (Gasterosteidae), Familie der Ordnung der Stichlingartigen